# Emanuela Forgetta
Emanuela Forgetta (Càpua, Itàlia, 1977). Es va llicenciar en Filosofia a la Università degli Studi di Napoli Federico II amb una tesi en Filosofia teorètica sobre el pensament lògic i metafísic de Ramon Llull. A banda dels seus estudis filosòfics va aprofundir en l'estudi de la llengua catalana. Des de l'any 2009 ensenya llengua i literatura catalana a la Universitat de Sàsser i dirigeix la col·lecció de literatura catalana contemporània Ponent de l'editorial algueresa Nemapress.
Ha traduït a l'italià les obres Plou a Barcelona, de Pau Miró, i Barcelona, mapa d'ombres, de Lluïsa Cunillé, dins del marc de les Jornades Catalanes a Nàpols / Napoli scena internazionale organitzades per l'Institut Ramon Llull.
Entre altres treballs de traducció i interpretació, ha realitzat la traducció italiana del guió cinematogràfic La bella Otero, dirigida per Jordi Frades, 2007, en coproducció amb Antena 3 TV, Televisió de Catalunya, Televisió de Galícia, RAI, Zenit Televisión, Gestmusic Endemol i Institut del Cinema Català. Així mateix, ha traduït a l'italià per a la productora Institut del Cinema Català la novel·la de Miquel Pairolí El manuscrit de Virgili.